# Peperomia fissicola
Peperomia fissicola är en pepparväxtart som beskrevs av William Trelease. Peperomia fissicola ingår i släktet peperomior, och familjen pepparväxter. Inga underarter finns listade i Catalogue of Life.